# Franjo Jelačić
Franjo Jelačić Bužimski (conosciuto anche col nome di Franz Jellacic o Franz Jellačić von Buzim in tedesco, Ferenc Jellacsics de Buzim in ungherese; Petrinja, 14 aprile 1746 – Zalaapáti, 4 febbraio 1810) è stato un generale austriaco di origini croate.

## Biografia

### I primi anni e l'inizio della carriera militare
Nato nel 1746 a Petrinja nel Regno di Croazia, parte dell'Impero austriaco, Jelačić divenne ufficiale cadetto del 1º reggimento di fanteria del banato del 1763. Venne nominato capitano nel 1772 e maggiore nel 1783. Prese parte alla Guerra austro-turca dove si guadagnò la promozione a tenente colonnello. Jelačić venne elevato quindi al rango di colonnello nel 1794. Combatté nella Guerra della Prima coalizione nell'Alto Reno, alla Battaglia di Würzburg ed in altri scontri. La sua promozione a maggiore generale gli pervenne nel marzo del 1797.
Il 23 marzo 1799 alla Battaglia di Feldkirch nel Vorarlberg, Jelačić guidò i suoi 5.500 soldati alla vittoria su più di 12.000 soldati francesi. Gli austriaci riuscirono ad infliggere 3.000 perdite ai francesi con da parte loro 900 soldati perduti sul campo. Al suo comando erano compresi il 3º battaglione del 20º reggimento di fanteria Kaunitz, il 37º reggimento di fanteria De Vins ed il 9º reggimento di fanteria Peterwardeiner; il 2º battaglione del 6º reggimento di fanteria St. George ed il 1º battaglione del 7º reggimento di fanteria Broder. I francesi erano guidati dai futuri marescialli Andrea Massena e Nicolas Oudinot. Per il suo comportamento rimarchevole, ricevette la promozione a feldmaresciallo luogotenente ed ottenne la Gran Croce dell'Ordine Militare di Maria Teresa. Ottenne inoltre il titolo ereditario di barone. Nel 1802 l'imperatore Francesco II lo nominò proprietario del 62º reggimento di fanteria Franz Jellačić. Questa unità non va confusa col 53º reggimento di fanteria Johann Jellačić. Nel 1801, sua moglie Ana Portner von Höflein diede alla luce un figlio, Josip Jelačić, che fu anch'egli generale e supportò gli austriaci durante la Rivoluzione ungherese del 1848.

### Le guerre napoleoniche
Nel 1805, Jelačić comandò un corpo nell'armata dell'arciduca Ferdinando Carlo Giuseppe d'Austria-Este e di Karl Mack von Leiberich durante la Campagna di Ulma. In un primo momento le sue truppe vennero impiegate per difendere Biberach an der Riß. Attorno al 6 ottobre, Mack ordinò a Jelačić di spostarsi nuovamente verso Ulma. In quel momento, Jelačić aveva al suo comando 15.000 uomini organizzati in 16 battaglioni di fanteria, 6 compagnie di cacciatori e 6 squadroni di cavalleria. L'imperatore Napoleone I di Francia e la sua Grande Armée iniziò a circondare l'esercito austriaco. In breve tempo si ebbero la Battaglia di Wertingen dell'8 ottobre, nella Battaglia di Günzburg del 9 ottobre e nella Battaglia di Haslach-Jungingen dell'11 ottobre, la Grande Armée. Il 12 ottobre, Mack riorganizzò la sua armata, ponendo Jelačić a capo di uno dei quattro corpi d'armata, affiancato negli altri da Johann Sigismund Riesch, Franz von Werneck e Karl Philipp Schwarzenberg. Ordinò quindi a Jelačić di marciare a sud verso il Tirolo attraverso Ochsenhausen per ragioni immotivate.

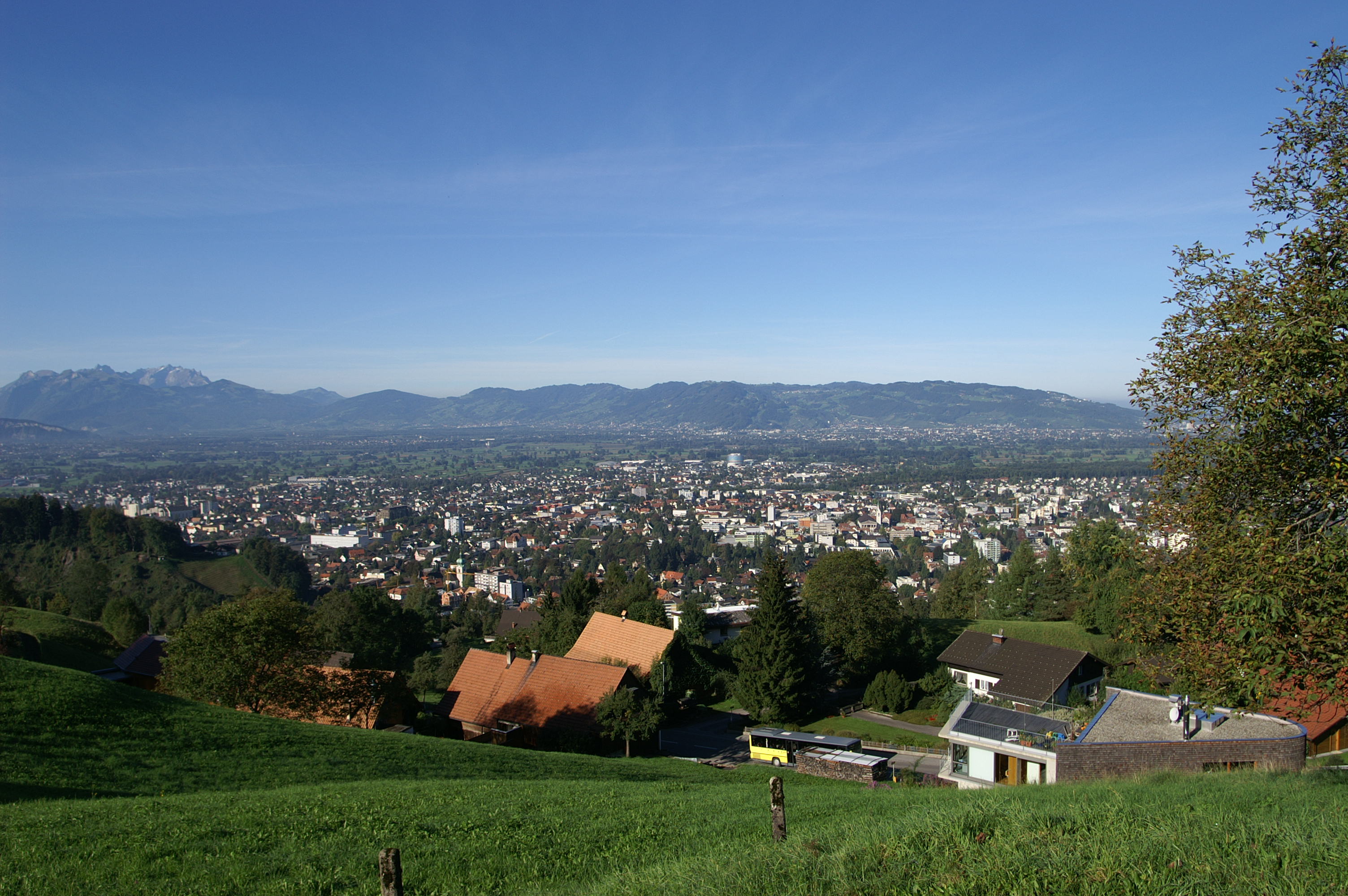
Jelačić si arrende a Dornbirn il 13 novembre 1805

Le truppe di Jellačić sfuggirono alla resa di Ulma verso il Vorarlberg presso il Lago di Costanza. Napoleone assegnò il maresciallo Pierre Augereau ed i suoi 12.000 uomini per dare la caccia a Jellačić. In una serie di piccole azioni, Augereau riuscì a dividere le forze austriache. Jelačić si arrese ad Augereau con i rimanenti 4.000 soldati alla Capitolazione di Dornbirn il 13 novembre successivo. Secondo i termini della resa, gli austriaci sarebbero tornati in patria passando per la Boemia con la promessa di non combattere contro la Francia perlomeno per un anno. Un migliaio di cavalieri al comando del maggiore generale Christian Wolfskeel von Reichenberg e dei colonnelli Wartensleben e Kinsky, compirono una marcia attraverso la Baviera e raggiunsero la Boemia sani e salvi. Un'altra parte delle forze del Vorarlberg sotto il comando del principe Viktor de Rohan tentarono di raggiungere Venezia ma vennero fermate a 40 km dall'obbiettivo. Rohan si arrese a Laurent Gouvion Saint-Cyr e a Jean Reynier a Castelfranco Veneto. Jelačić si ritirò poco dopo dal servizio militare attivo.

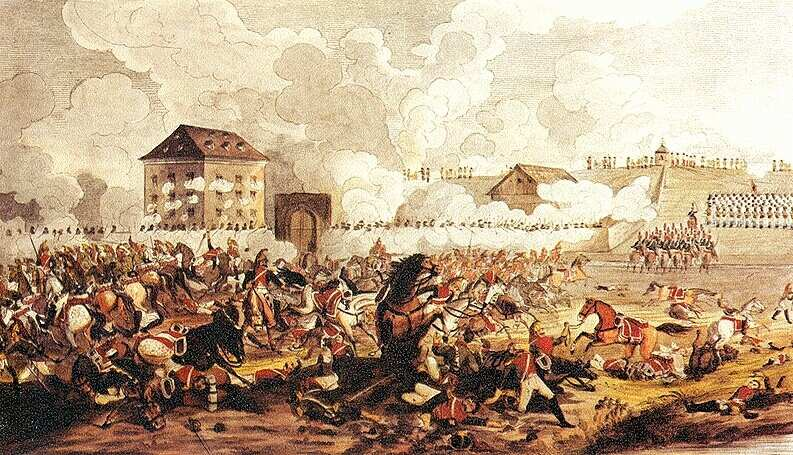
Battaglia di Raab

Poco dopo, Jelačić venne richiamato in comando di una divisione di fanteria nel VI corpo d'armata del generale Johann von Hiller. Originariamente, la divisione avrebbe dovuto includere due brigate di fanteria sotto il comando di Konstantin von Ettingshausen e Josef Hoffmeister von Hoffeneck. Allo scoppio della guerra, la brigata Hoffmeister venne scambiata con la più leggera brigata di Karl Dollmayer von Provenchères. La divisione venne distaccata dal VI corpo d'armata ed inviata ad occupare Monaco di Baviera. Dopo la sconfitta degli austriaci nelle battaglie di Abensberg, Landshut e Eckmühl dal 20 al 22 aprile 1809, Hiller si ritirò rapidamente ad est ed a Jelačić venne ordinato di tornare a Salisburgo.
La divisione di Jelačić con 10.000 uomini venne assegnata all'armata dell'arciduca Giovanni d'Asburgo-Lorena. il 29 aprile i bavaresi occuparono Salisburgo dal momento che Jelačić si era spostato verso sud. Egli riuscì comunque a difendere con successo il passo Lueg presso Golling an der Salzach il 1° ed il 4–5 maggio, due volte difendendosi dai bavaresi filo-napoleonici. Inviò Provenchères e gran parte della sua cavalleria ad aderire al grosso dell'esercito. Giovanni desiderava avere Jelačić tra le sue file, ma i suoi ordini furono piuttosto ambigui in questo senso. Mal interpretando gli ordini dei superiori che gli chiedevano di non mantenere una posizione isolata, rimase al suo posto sino al 19 maggio. Quando Jelačić infine realizzò il pericolo si ritirò verso Graz, ma era ormai troppo tardi. Credendo che la sua artiglieria fosse di poco conto in montagna, inviò gran parte di essa alla colonna mantenendo solo 4 cannoni. Il 25 maggio le forze di Paul Grenier forti rispettivamente di 12.000 e 15.000 uomini si scontrarono con la sua divisione nella Battaglia di Sankt Michael presso Leoben il 25 maggio. In mancanza di sufficiente artiglieria e cavalleria, i 9.000 uomini al comando di Jelačić vennero sopraffatti, soffrendo 423 morti, 1.137 feriti e 4.963 prigionieri. Le perdite francesi si attestarono a 670 uomini. Lo storico Gunther E. Rothenberg definì Jelačić "un generale fortemente sfortunato ed inetto."
Jelačić ed i suoi sottoposti si unirono all'arciduca Giovanni nella sua ritirata verso l'Ungheria. Nella Battaglia di Raab, comandò 7.500 fanti. Con l'aiuto della riserva d'esercito, i suoi soldati riuscirono a respingere un attacco francese, ma l'azione si concluse comunque con la sconfitta degli austriaci. Comandò nuovamente la sua divisione nella Battaglia di Wagram, ma l'armata dell'arciduca Giovanni giunse troppo tardi sul campo per sollevare la situazione. Morì il 4 febbraio 1810 a Zalaapáti, nell'attuale Ungheria.